# Agrioglypta virginalis
Agrioglypta virginalis là một loài bướm đêm trong họ Crambidae.